# Limnichites punctatus
Limnichites punctatus är en skalbaggsart som först beskrevs av Leconte 1854.  Limnichites punctatus ingår i släktet Limnichites och familjen lerstrandbaggar. Inga underarter finns listade i Catalogue of Life.